# Százak Tanácsa
A Százak Tanácsa (teljes nevén Százak Tanácsa Közhasznú Egyesület) magyarországi nemzetpolitikai civilszervezet.

## Alapítása, céljai
Az egyesület egy, a Magyarok Világszövetségében fogant ötlet alapján 1997-ben alakult százötven civilszervezet kétezer-ötszáz ajánlásából a legtöbb szavazatot kapott száz személyből. Alapító-elnöke Fekete Gyula, ügyvivője Szijártó István. A soros elnökség – öt tag – évente változik.
Célja stratégiai elemzések készítése, állásfoglalások és ajánlások megfogalmazása a nemzeti sorskérdésekről. Az egységes magyar nemzet nyelvi, kulturális, történelmi értékeinek őrzésére, érdekeinek védelmezésére vállalkozik, igyekszik a nemzet lelkiismeretévé válni. Azokkal a kérdésekkel foglalkozik, melyeket tagjainak 85–90 százaléka a legfontosabbnak tart. Részt vállal az oktatás, elsősorban a felsőoktatás, a népegészségügy, a hitélet, a nemzeti és egyetemes értékeket is őrző kultúra terjesztésében is.

### A Haza Embere
A Százak Tanácsa 2008-ban díjat alapított a Haza Embere néven. Annak adományozzák tagjaik közül, aki „őrzi a magyarság jó szellemét, életével, tevékenységével nemzetünk jövendőjét eredményesen szolgálja”. Első kitüntetettje 2008. december 4-én Böjte Csaba ferences szerzetes volt. A második kitüntetett Fekete Gyula lett (87. születésnapján). 2009. december 3-án Grosics Gyulát tüntették ki. Posztumusz elismerést kapott Püski Sándor és felesége, Zoltán Ilona. 2010. december 2-án dr. Andrásfalvy Bertalan néprajztudós, volt miniszter és dr. Andrásofszky Barna orvos, a Magyar Egészségügyi Társaság alapító elnöke kapta a Haza Embere elismerő oklevelet, 2011. december 2-án pedig dr. Schulek Ágoston tanár, sportvezető (posztumusz) és Albert Gábor író, szerkesztő.

## Tagsága

### Jelenlegi tagjai
- Ágh István költő
- Andrásfalvy Bertalan néprajztudós
- Ángyán József agrármérnök
- Bakay Kornél történész, régész
- Bakos István művelődéspolitikus
- Balczó András öttusázó olimpikon
- Bárdi László orientalista
- Bardócz Zsuzsanna vegyész
- Barna Erika Viktória tanár
- Batta György
- Bence Lajos író, szerkesztő
- Bene Éva orvos
- Bíró Zoltán irodalomtörténész
- Bogár László közgazdász
- Borbély Károly politikus
- Boros Erika
- Böjte Csaba rk. lelkész
- Burus-Siklódi Botond tanár
- Cey-Bert Róbert
- Csath Magdolna közgazdász
- Császár Angela színművész
- Csepinszky Béla agrármérnök
- Csókay András orvos
- Deák Ernő író, szerkesztő
- Dobó Márta orvos
- Döbrentei Kornél író
- Dörner György színművész
- Farkas Márta
- Fekete Gyula közgazdász
- Feledy Péter újságíró
- Foltán László kenus
- Freund Tamás agykutató
- Galgóczy Gábor
- Galuska László orvos
- Gazsó L. Ferenc újságíró
- Gedai István történész
- Ifj. Gyimesi János kosárlabdaedző
- Győrfi Károly
- Gyurkovits Kálmán orvos
- Hajdú Lajos
- Hegedűs Endre zongoraművész
- Hornyák László
- Horváth László
- Jelenczki István képzőművész, filmrendező
- Jobbágyi Gábor jogász
- Judik Zoltán kosárlabda-játékos
- Juhász Judit újságíró
- Kahler Frigyes jogász
- Kásler Miklós orvos, politikus
- Kellermayer Miklós orvos
- Kisida Elek orvos
- Klinghammer István geográfus
- Kocsis István író
- Koltay Gábor filmrendező
- Kondor Katalin szerkesztő
- Koós Ferenc neveléstörténész
- Korhecz Tamás
- Korzenszky Richárd bencés szerzetes
- Kovács István író, történész
- Kováts-Németh Mária
- Kozma Imre rk.lelkész
- Kubik Anna színművész
- Kű Lajos labdarugó
- Lászlófy Pál tanár
- Lévay Attila
- Lipták József
- Makláry Ákos görögkatolikus pap
- Magyaródy Szabolcs
- Márai Géza agrár szakember
- May Attila
- Medveczky Ádám karmester
- Medvigy Endre irodalomkutató
- Messik Miklós történész
- Mikola István orvos
- Mocsai Lajos kézilabdaedző
- Mogyorósi András
- Mózsa Szabolcs orvos
- Mózsi Ferenc író
- Muhi Béla tanár
- Murányi László
- Nagy Zoltán orvos
- Náray-Szabó Gábor kémikus
- Németh Ferenc öttusázó
- Németh Magda pedagógus
- Nikházy Gábor
- Osztie Zoltán rk. lelkész, teológia tanár
- Ozsváth Ferenc tanár
- Papp Lajos szívsebész
- Pátkai Róbert evangélikus püspök
- Pentelényi Tamás orvos
- Piukovich Gábor mérnök
- Poprády Géza könyvtáros
- Püski István könyvkiadó
- Rajnai Miklós
- Rieger Tibor szobrász
- Salamon Konrád történész
- Sallai Éva
- Sándor József orvos
- Shulek Edit
- Spányi Antal rk. lelkész
- Somodi István jogász
- Somogyi Győző festőművész
- Sutarski Konrád író, kulturdiplomata
- Szakály Sándor történész
- Szász István Tas orvos, író
- Széman Péter orvos
- Szijártó István irodalomtörténész
- Szűrös Mátyás politikus
- Szvorák Katalin népdalénekes, előadóművész
- Talpassy Zsombor rendező, forgatókönyvíró
- Tanka Endre jogász
- Tasnády Hajnal
- Totth Elemér
- Ürge László
- Vashegyi György karmester
- Vizkelety Mariann jogász
- Vödrös Attila író, szerkesztő
- Zétényi Zsolt jogász

### Elhunyt (örökös) tagok
- Balassa Sándor zeneszerző
- Balogh János
- Bánffy György
- Bartis Ferenc
- Beke György
- Béres József
- Bessenyei Ferenc
- Bolberitz Pál rk. teológiai tanár
- Budai Ilona énekművész
- Buzánszky Jenő
- Czakó Gábor író
- Czine Mihály
- Dobos László
- Dobó Andor
- Duray Miklós geológus, politikus
- Fekete György belsőépítész
- Fekete Gyula
- Ferencz Éva
- Für Lajos
- Grosics Gyula
- Györffy László
- Gyulay Endre rk. püspök
- Hámori József biológus
- Hegedűs Loránt
- Hóvári János történész, diplomata
- Kanyar József
- Kindler József
- Kiss Dénes
- Kopp Mária
- Kövy Zsolt
- Kunszabó Ferenc
- Kurucz Gyula
- László Gyula
- Makovecz Imre
- Mádl Ferenc
- Márton János
- Molnár Tamás
- Monspart Sarolta tájfutó
- Nagy Gáspár
- Nemeskürty István
- Papp Árpád
- Pongrátz Gergely
- Pozsgay Imre
- Pungor Ernő
- Püski Sándor
- Püski Sándorné Zoltán Ilona
- Rácz Sándor
- Rókusfalvy Pál pszichológus
- Rózsás János
- Samu Mihály
- Sándor András
- Sánta Ferenc
- Schulek Ágoston
- Sinkovits Imre
- Soós Kálmán
- Sütő András
- Szentmihályi Szabó Péter
- Szíj Rezső
- Szokolay Sándor
- Varga Domokos
- Varga Mihály
- Vigh Károly
- Wittner Mária politikus

A Százak Tanácsa 2004 decemberében tíz, külföldön élő magyar személyiséget felkért tagjául. 2011 tavaszától 50 állandó meghívottat kért fel, hogy a tanácskozásokon teljes joggal helyettesítse a távollévő tagokat.

## Külső hivatkozások
- Tóta W. Árpád: Szalonzsidók. A Százak Tanácsa a magyar médiahelyzetről Index, 2005. január 6.